# Кабијанко (Бреша)
Кабијанко је насеље у Италији у округу Бреша, региону Ломбардија.
Према процени из 2011. у насељу је живело 112 становника. Насеље се налази на надморској висини од 268 м.